# Grammy Latino de Melhor Álbum de Música Urbana
O Grammy Latino de Melhor Álbum de Música Urbana é um prêmio apresentada anualmente no Grammy Latino, uma cerimônia que reconhece a excelência e promove uma consciência mais ampla da diversidade cultural e das contribuições de artistas latinos nos Estados Unidos e internacionalmente. De acordo com as definições das categorias regulamentadas pela Academia, a categoria é dedicada a premiar "álbuns de merengue house, R&B, reggaeton e rap vocais ou instrumentais contendo pelo menos 51% de tempo de reprodução de material recém-gravado".
O prêmio foi apresentado pela primeira vez como Melhor Álbum de Rap/Hip-Hop até receber seu nome atual, Melhor Álbum de Música Urbana, na cerimônia do 5º Grammy Latino em 2004. Foi apresentado pela primeira vez à banda argentina Sindicato Argentino del Hip Hop no segundo Grammy Latino em 2001 por seu álbum Un Paso a la Eternidad. Em 2009, a dupla porto-riquenha Calle 13 se tornou a primeira banda a ganhar os prêmios de Melhor Álbum de Música Urbana e Álbum do Ano por seu álbum Los de atrás vienen conmigo (2008).
Residente é o artista mais premiado nesta categoria, com cinco prêmios; um solo e quatro como parte da Calle 13. Em 2013, Mala Rodríguez tornou-se a primeira mulher e a artista espanhola a ganhar o prêmio. 

## Vencedores e indicados
| Ano  | Artista                         | Obra                                   | Indicados | Ref.   |
| ---- | ------------------------------- | -------------------------------------- | --- | ------ |
| 2001 | Sindicato Argentino del Hip Hop | Un Paso a la Eternidad                 | - DJ Kun – Crazy Atorrante - Faces Do Subúrbio – Como É Triste de Olhar - Planet Hemp – A Invasão do Sagaz Homem Fumaça - 7 Notas 7 Colores –La Mami Internacional Presenta: 7 Notas 7 Colores | [ 5 ]  |
| 2002 | Vico C                          | Vivo                                   | - Camorra – Vírus - Nilo MC – Guajiro Del Asfalto - Nocaute – CD Pirata - X Alfonso – X – Moré                                                                                                 | [ 6 ]  |
| 2003 | Orishas                         | Emigrante                              | - Big Boy – The Phenomenon - Tego Calderón – El Abayarde - Dante – Elevado - El General – El General De Fiesta - Vico C – Emboscada                                                            | [ 7 ]  |
| 2004 | Vico C                          | En Honor A La Verdad                   | - Akwid – Proyecto Akwid - Control Machete – Uno, Dos: Bandera - DJ Kane – DJ Kane - Juan Gotti – No Sett Trippin                                                                              | [ 8 ]  |
| 2005 | Daddy Yankee                    | Barrio Fino                            | - Don Omar – The Last Don Live - Luny Tunes – The Kings of the Beats - Orishas – El Kilo - Vico C – Desahogo                                                                                   | [ 9 ]  |
| 2006 | Calle 13                        | Calle 13                               | - Daddy Yankee – Barrio Fino en Directo - Don Omar – King of Kings - Wisin & Yandel – Pa'l Mundo                                                                                               | [ 10 ] |
| 2007 | Calle 13                        | Residente o Visitante                  | - Daddy Yankee – El Cartel: The Big Boss - Orishas – Antidiotico - Ivy Queen – Sentimiento - Mala Rodríguez – Malamarismo                                                                      | [ 11 ] |
| 2008 | Wisin & Yandel                  | Los Extraterrestres                    | - Alexis & Fido – Sobrenatural - Tego Calderón – El Abayarde Contraataca - Flex – Te Quiero: Romantic Style In Da World - Tito El Bambino – It's My Time                                       | [ 12 ] |
| 2009 | Calle 13                        | Los de atrás vienen conmigo            | - Daddy Yankee – Talento de Barrio - Don Omar – iDon - Tito El Bambino – El Patrón - Wisin & Yandel – La Revolución                                                                            | [ 13 ] |
| 2010 | Chino & Nacho                   | Mi Niña Bonita                         | - Cartel de Santa – Sincopa - Daddy Yankee – Daddy Yankee Mundial - La Mala Rodríguez – Dirty Bailarina - Vico C – Babilla                                                                     | [ 14 ] |
| 2011 | Calle 13                        | Entren Los Que Quieran                 | - Don Omar – Meet the Orphans - Pitbull – Armando - Ivy Queen – Drama Queen - Wisin & Yandel – Los Vaqueros: El Regreso                                                                        | [ 15 ] |
| 2012 | Don Omar                        | Don Omar Presents MTO²: New Generation | - J Alvarez – Otro Nivel de Música Reloaded - Tego Calderón – The Original Gallo del País - Farruko – The Most Powerful Rookie - Ana Tijoux – La Bala                                          | [ 16 ] |
| 2013 | Mala Rodríguez                  | Bruja                                  | - Daddy Yankee – Prestige - Ivy Queen – Musa - Tito El Bambino – Invicto - Wisin & Yandel – Líderes                                                                                            |        |
| 2014 | Calle 13                        | Multi Viral                            | - Alexis & Fido – La Esencia - J Balvin – La Familia - Yandel – De Líder a Leyenda - Daddy Yankee – King Daddy                                                                                 |        |
| 2015 | Tego Calderon                   | El Que Sabe, Sabe                      | - Farruko – Los Menores - Nicky Jam – Greatest Hits, Vol. 1 - Don Omar – The Last Don 2 - Yandel – Legacy: De Líder a Leyenda Tour (Deluxe Edition)                                            | [ 17 ] |
| 2016 | J Balvin                        | Energia                                | - El B – Luz - Emicida – Sobre Crianças, Quadris, Pesadelos e Lições de Casa... - Farruko – Visionary - Arianna Puello – Despierta                                                             | [ 18 ] |
| 2017 | Residente                       | Residente                              | - J Álvarez – Big Yauran - Kase.O – El Círculo - Arianna Puello – Rap Komunion - Rael – Coisas Do Meu Imaginário                                                                               | [ 19 ] |
| 2018 | J Balvin                        | Vibras                                 | - ChocQuibTown – Sin Miedo - Coastcity – Coastcity - Ozuna – Odisea - Tote King – Lebron | [ 20 ] |
| 2019 | Bad Bunny                       | X 100pre                               | - Anitta – Kisses - De La Ghetto – Mi Movimiento - Feid – 19 - Sech – Sueños |        |
| 2020 | J Balvin                        | Colores                                | - Anuel AA – Emmanuel - Bad Bunny – YHLQMDLG - J Balvin e Bad Bunny – Oasis - Feid – FERXXO (VOL. 1: M.O.R) - Ozuna – Nibiru - Sech – 1 of 1 - Myke Towers – Easy Money Baby                   | [ 21 ] |
| 2021 | Bad Bunny                       | El Último Tour Del Mundo               | - Akapellah – Goldo Funky - Eladio Carrión – Monarca - Ozuna – ENOC - Myke Towers – Lyke Mike                                                                                                  | [ 22 ] |
| 2022 | Bad Bunny                       | Un Verano Sin Ti                       | - Akapellah – Respira - Rauw Alejandro – Trap Cake, Vol. 2 - Arcángel – Los Favoritos 2.5 - María Becerra – Animal                                                                             | [ 23 ] |
| 2023 | Karol G                         | Mañana Será Bonito                     | - Akapellah – Xtassy - Rauw Alejandro – Saturno - Eladio Carrión – 3MEN2 KBRN - Feid – Feliz Cumpleaños Ferxxo Te Pirateamos el Álbum - Nicki Nicole – Alma                                    | [ 24 ] |